# Jean-Yves Daniel-Lesur
Jean-Yves Daniel-Lesur (eigentl. Daniel-Jean-Yves Lesur, * 19. November 1908 in Paris; † 2. Juli 2002 ebenda) war ein französischer Organist und Komponist.

## Leben und Wirken
Der Sohn der Komponistin Alice Lesur studierte am Conservatoire de Paris Harmonielehre bei Jean Gallon und Kontrapunkt bei Georges Caussade. Daneben hatte er Klavierunterricht bei Armand Ferté und Orgel- und Kompositionsunterricht bei Charles Tournemire, dessen Assistent an Ste-Clotilde er von 1927 bis 1937 war. Von 1937 bis 1944 war er Organist der Benediktinerabtei Sainte-Marie.
1935 wurde Daniel-Lesur Professor für Kontrapunkt an der Schola Cantorum. 1936 gründete er mit Yves Baudrier, André Jolivet und Olivier Messiaen die Groupe Jeune-France, die sich im Gegensatz zum vorherrschenden Neoklassizismus für einen expressiven Kompositionsstil einsetzte. Von 1957 bis 1961 war er Direktor der Schola Cantorum. Anfang der 1970er Jahre war er Generalinspektor für Musik beim französischen Kultusministerium. 1982 wurde er als Nachfolger von Tony Aubin in die Académie des Beaux-Arts gewählt.
Daniel-Lesur komponierte Opern, Ballette, Orgelwerke, Chorwerke und Lieder.

## Werke
- In paradisum
- La vie intérieure
- Hymnes
- Passacaille für Klavier und Orchester, 1937.
- Variations für Klavier und Streichorchester, 1943.
- L’Annonciation, Oratorium, 1951.
- Le Cantique des Cantiques, Kantate, 1953.
- Messe du Jubilé für Chor und Orgel
- Cantique des Colonnes, Kantate nach einem Gedicht von Paul Valéry, 1954–57
- Le Bal du destin, Ballett, 1954.
- Andrea del Sarto Oper nach Alfred de Musset, 1961–1968
- Trois études pour piano, 1962
- Metaforen, Ballett, 1966.
- L’Enfant et le monstre, Ballett, 1968.
- Un jour, un enfant, Ballett, 1969.
- Ondine, Oper nach Jean Giraudoux, 1981
- La Reine morte, Oper nach Henry de Montherlant
- Dialogues dans la Nuit, Kantate nach Claude Roy, 1988
- Encore un Instant de Bonheur, Kantate, 1989.
- La Nuit Rêve, Kantate nach Henry de Montherlant, 1994
- Fantaisie concertante, 1994.
- Symphonie d’Ombre et de Lumière
- Svmphonie de Danses